# Mesztákon (Reketyefalva község)
Mesztákon románul: Mesteacăn, falu Romániában, Erdélyben, Hunyad megyében, Reketyefalva községben.

## Fekvése
Alsónyiresfalva mellett fekvő település.

## Története
Mesztákon (Mesteacăn) korábban Alsónyiresfalva (Lunca Cernii de Jos, com. Lunca Cernii de Jos) része volt. 1956-ban vált külön településsé 275 lakossal.
1966-ban 197, 1977-ben 70, 1992-ben 25, a 2002-es népszámláláskor pedig 11 román lakosa volt.